# ラドノーティ・ミクローシュ

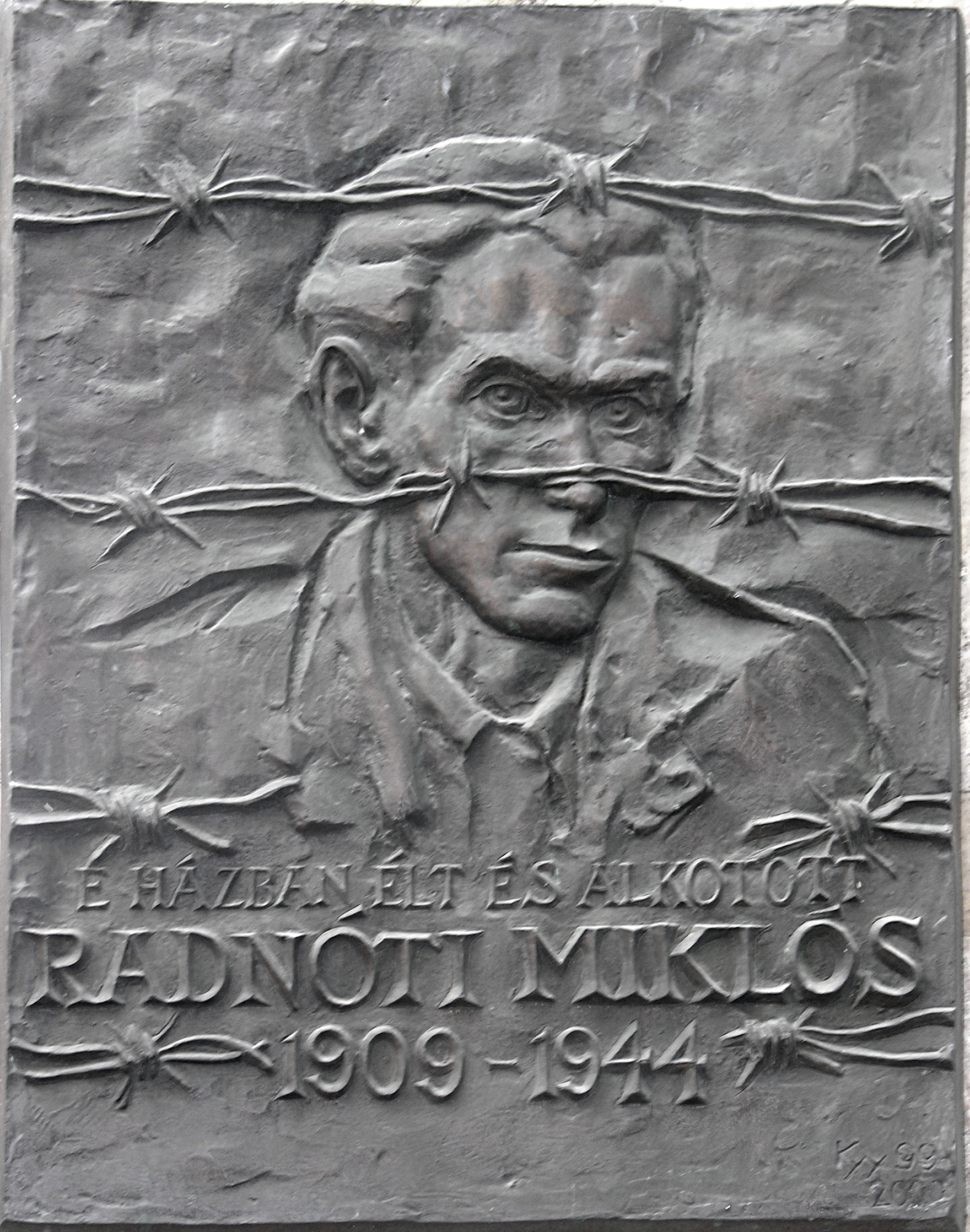
ミクローシュを記念するレリーフ

ラドノーティ・ミクローシュ（Radnóti Miklós, 1909年5月5日 - 1944年11月9日 ジェール・モション・ショプロン県アブダ Abda）は、ハンガリーの詩人・ホロコースト犠牲者である。
カーダール通り8に、グロス・イロナ Grosz Ilona (1881-1909)、旅商人のグラッテル・ヤカブ Glatter Jakab (1874-1921) のもと生まれる。
ホロコーストの犠牲により死去。

## 作品
- Pogány köszöntő  1930年
- Újmódi pásztorok éneke 1931年
- Lábadozó szél 1933年
- Újhold 1935年
- Járkálj csak halálraítélt! 1936年
- Meredek út 1938年
- Ikrek hava 1940年
- Válogatott versek (1930-1940) (1940)
- Karunga, a holtak ura (néger mesefordítások, 1944)
- Tájtékos ég (1946)

また、アポリネール、ジャン・ド・ラ・フォンテーヌの作品を翻訳した。

## 賞
- バウムガルテン・リポート賞　Baumgarten-díj 1937年